# Nicole Hosp
Nicole Hosp (Ehenbichl, 6 november 1983) is een Oostenrijks voormalig alpineskiester. In 2007 werd zij wereldkampioen op de reuzenslalom.

## Carrière
Hosp kende haar doorbraak bij de wereldkampioenschappen alpineskiën van 2003 in Sankt Moritz. Ze won hier de zilveren medaille op de combinatie en de bronzen medaille op de slalom. In 2005 wist ze bij de wereldkampioenschappen wederom een zilveren medaille te winnen, ditmaal in de landenwedstrijd. Bij de Olympische Winterspelen van 2006 in Sestriere won ze de zilveren medaille op de slalom.
Bij de wereldkampioenschappen van 2007 in Åre won ze de gouden medaille op de reuzenslalom en de bronzen medaille op de afdaling. Hiernaast werd ze vierde op de Super-G en zesde op de combinatie.
Op 18 maart 2007 kon Hosp zich door een overwinning in de laatste seizoenswedstrijd winnaar van de algemene wereldbeker en reuzenslalom in het seizoen 2006/2007 noemen. Door deze goede resultaten werd ze in 2007 uitgeroepen tot Oostenrijks sportvrouw van het jaar. Ook in het seizoen 2007/2008 wist ze haar goede resultaten in de wereldbeker voort te zetten. Ze werd uiteindelijk tweede op de slalom en tweede in de algemene wereldbeker.
Het seizoen 2008/2009 was voor Hosp een seizoen vol met blessures. Door een val op 4 januari 2009 in Zagreb kon Hosp niet optimaal aan de start staan van de wereldkampioenschappen op 12 februari 2009 in Val-d'Isère. Ze werd hier slechts 23e op de reuzenslalom.
Het olympische seizoen 2009/2010 begon dramatisch voor Hosp, bij de openingswedstrijd om de wereldbeker op 24 oktober 2009 in Sölden ging de Oostenrijkse onderuit. De zware val zorgde voor nieuw letsel aan haar kruisband, waarvoor ze dezelfde dag nog in het ziekenhuis van Innsbruck werd geopereerd.
Op de Olympische Winterspelen 2014 in Sotsji won ze brons op de super G, achter haar landgenote Anna Fenninger en de Duitse Maria Höfl-Riesch. Op de Wereldkampioenschappen alpineskiën 2015 in  Vail/Beaver Creek behaalde ze de zilveren medaille op de combinatie, achter wereldkampioene Tina Maze.
Op 1 juni 2015 nam Hosp afscheid van de topsport.

## Resultaten

### Olympische Winterspelen
| Jaar | Plaats | Resultaten                               |
| ---- | ------ | ---------------------------------------- |
| 2006 | Turijn | Slalom · 4e Reuzenslalom · 5e Combinatie |
| 2014 | Sotsji | Combinatie · Super-G · 9e Afdaling       |

### Wereldkampioenschappen
| Jaar | Plaats                 | Resultaten                                                               |
| ---- | ---------------------- | ------------------------------------------------------------------------ |
| 2003 | Sankt Moritz           | Combinatie · Slalom                                                      |
| 2005 | Bormio                 | Landenwedstrijd · 5e Reuzenslalom · DNF2 Slalom                          |
| 2007 | Åre                    | Reuzenslalom · Afdaling · 4e Super-G · 6e Alpine-combinatie · 17e Slalom |
| 2009 | Val-d'Isère            | 23e Reuzenslalom                                                         |
| 2011 | Garmisch-Partenkirchen | 12e Super G 12e Supercombinatie 18e Slalom                               |
| 2013 | Schladming             | Supercombinatie · 15e Slalom                                             |
| 2015 | Vail/Beaver Creek      | Combinatie · DNF2 Slalom · DNF1 Super G                                  |

### Wereldbeker
Eindklasseringen
| Seizoen   | Algm   | AD  | SL     | RS   | SG     | SC     |
| --------- | ------ | --- | ------ | ---- | ------ | ------ |
| 2001/2002 | 121e   | -   | -      | 58e  | -      | -      |
| 2002/2003 | 10e    | -   | 10e    | 4e   | -      | -      |
| 2003/2004 | 12e    | -   | 6e     | 6e   | -      | -      |
| 2004/2005 | 14e    | -   | 7e     | 6e   | -      | 4e     |
| 2005/2006 | 4e     | 23e | 6e     | 4e   | 10e    | 5e     |
| 2006/2007 | Goud   | 20e | Zilver | Goud | Zilver | Brons  |
| 2007/2008 | Zilver | 19e | Zilver | 7e   | 10e    | 9e     |
| 2008/2009 | 14e    | 46e | 8e     | 24e  | 25e    | 8e     |
| 2010/2011 | 15e    | -   | 12e    | 28e  | 8e     | 5e     |
| 2011/2012 | 22e    | 36e | 26e    | -    | 20e    | Brons  |
| 2012/2013 | 16e    | -   | 15e    | -    | 20e    | Zilver |
| 2013/2014 | 9e     | 22e | 8e     | -    | 6e     | 4e     |
| 2014/2015 | 5e     | 12e | 9e     | –    | 6e     | –      |

Wereldbekerzeges
| Datum            | Plaats               | Onderdeel       |
| ---------------- | -------------------- | --------------- |
| 26 oktober 2002  | Sölden               | Reuzenslalom    |
| 17 december 2003 | Madonna di Campiglio | Slalom          |
| 27 december 2003 | Lienz                | Reuzenslalom    |
| 29 januari 2006  | Cortina d'Ampezzo    | Reuzenslalom    |
| 16 maart 2006    | Åre                  | Super-G         |
| 6 januari 2007   | Kranjska Gora        | Reuzenslalom    |
| 2 maart 2007     | Tarvisio             | Supercombinatie |
| 17 maart 2007    | Lenzerheide          | Slalom          |
| 18 maart 2007    | Lenzerheide          | Reuzenslalom    |
| 9 december 2007  | Aspen                | Slalom          |
| 13 januari 2008  | Maribor              | Slalom          |
| 3 november 2014  | Aspen                | Slalom          |

## Onderscheidingen
- Oostenrijks sportvrouw van het jaar 2007